# Октябрьская (станция метро, Калужско-Рижская линия)
«Октя́брьская» (радиальная) — станция Московского метрополитена. Расположена на Калужско-Рижской линии, между станциями «Третьяковская» и «Шаболовская». Открыта 13 октября 1962 года в составе участка «Октябрьская» — «Новые Черёмушки». Названа по Октябрьской (ныне — Калужской) площади.

## История
Станция открыта 13 октября 1962 года в составе участка «Октябрьская» — «Новые Черёмушки», после ввода в эксплуатацию которого в Московском метрополитене стало 65 станций.

## Архитектура и оформление
Пилонная станция глубокого заложения (глубина — 50 метров) с тремя сводами. Сооружена по проекту архитекторов А. Ф. Стрелкова, Н. А. Алёшиной и Ю. В. Вдовина. Станция возведена коллективом СМУ-8 Метростроя под рук. П. С. Бурцева, впервые на глубоком заложении применившего при строительстве предунифицированные блоки. Диаметр центрального зала — 8,5 метра. Пилоны отделаны светло-серым мрамором, путевые стены — белой и (снизу) чёрной керамической плиткой; пол выложен красным и серым гранитом. Светильники находятся в карнизах верхних частей пилонов.

## Вестибюли и пересадки
Имеется наземный вестибюль (выход на Большую Якиманку), соединённый эскалаторным наклоном со станционным залом.
Через южный торец станционного зала можно осуществить пересадку на станцию «Октябрьская» Кольцевой линии.

## Путевое развитие
К станционным путям «Октябрьской» с севера присоединяется соединительная ветвь от Замоскворецкой, Кольцевой и Серпуховско-Тимирязевской линий (используется для служебных перевозок).

## Наземный общественный транспорт
На этой станции можно пересесть на следующие маршруты городского пассажирского транспорта:
- Автобусы: м1, м16, е10, е12, 111, 196, 297, с910, Б, н11
- Трамваи: 14, 26, 47

## Станция в цифрах
- Код станции — 098.
- Пикет ПК39+6.
- В марте 2002 года пассажиропоток по входу составлял 25 500 человек в сутки.
- Таблица времени прохождения первого поезда через станцию[3]:

| По чётным числам                  | Будние дни | Выходные дни |
| По нечётным числам                | Будние дни | Выходные дни |
| В сторону станции «Шаболовская»   | 05:55:00   | 05:57:00     |
| В сторону станции «Шаболовская»   | 05:56:00   | 05:56:00     |
| В сторону станции «Третьяковская» | 05:50:00   | 05:53:00     |
| В сторону станции «Третьяковская» | 05:50:00   | 05:50:00     |

## Происшествия
10 июня 1981 года на перегоне «Третьяковская—Октябрьская» возник пожар в деревянном ящике с аккумуляторными батареями под вагоном. Сгорели четыре вагона. Пострадали несколько пожарных, отравившись продуктами горения. Жертв не было. По другим данным, погибли минимум 7 человек.
18 ноября 2003 года на станции задержали нетрезвого машиниста. Состав 61-го маршрута (поезд №876) под его управлением не полностью въехал на станцию, что было замечено дежурной по станции. Персоналом метрополитена, по данным опубликованной в сети аудиозаписи переговоров, были предприняты меры по высадке пассажиров и замене машиниста. Который, несмотря на свое состояние, смог сменить кабину, но его оттуда вывели сотрудники правоохранительных органов. В силу специфичности произошедшего для восстановления движения понадобилось около получаса.

## В компьютерных играх
«Октябрьская» воссоздана в дополнении (моде) «Metrostroi Subway Simulator» к игре «Garry's Mod» в Steam на карте Crossline Redux с вымышленной линией, «игроками-энтузиастами» смоделирована и подключена к системе СЦБ с основным средством сигнализации в виде автоблокировки со светофорами и защитными участками, дополненной АЛС-АРС (такая же присутствует и в реальности на Калужско-Рижской линии) и функционирует в виде аддонов в Steam Workshop. Дополнение отличается от других компьютерных симуляторов поезда высокой реалистичностью и широкой кастомизацией каких-либо действий.

## Галерея

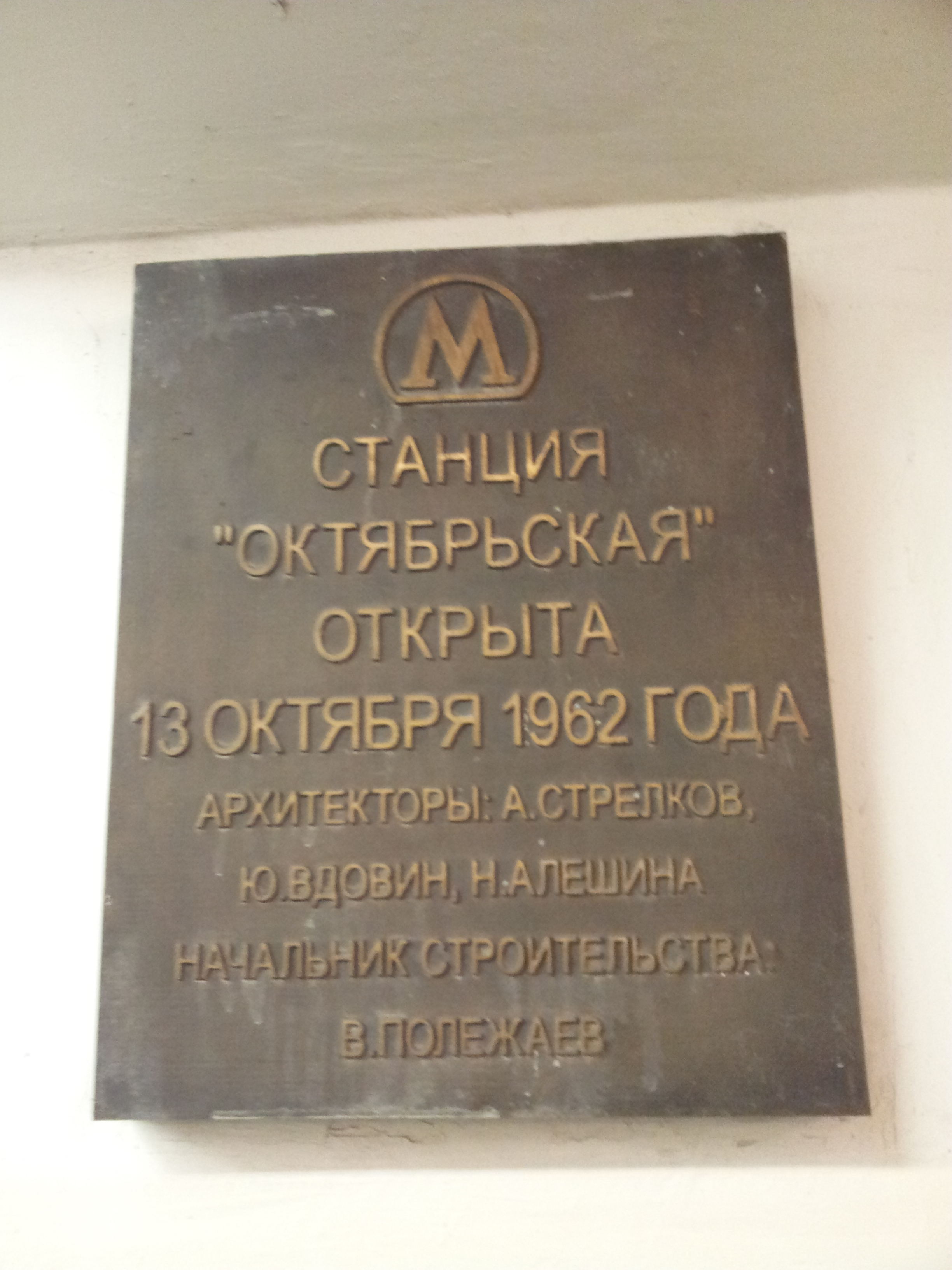
Мемориальная доска в зале станции
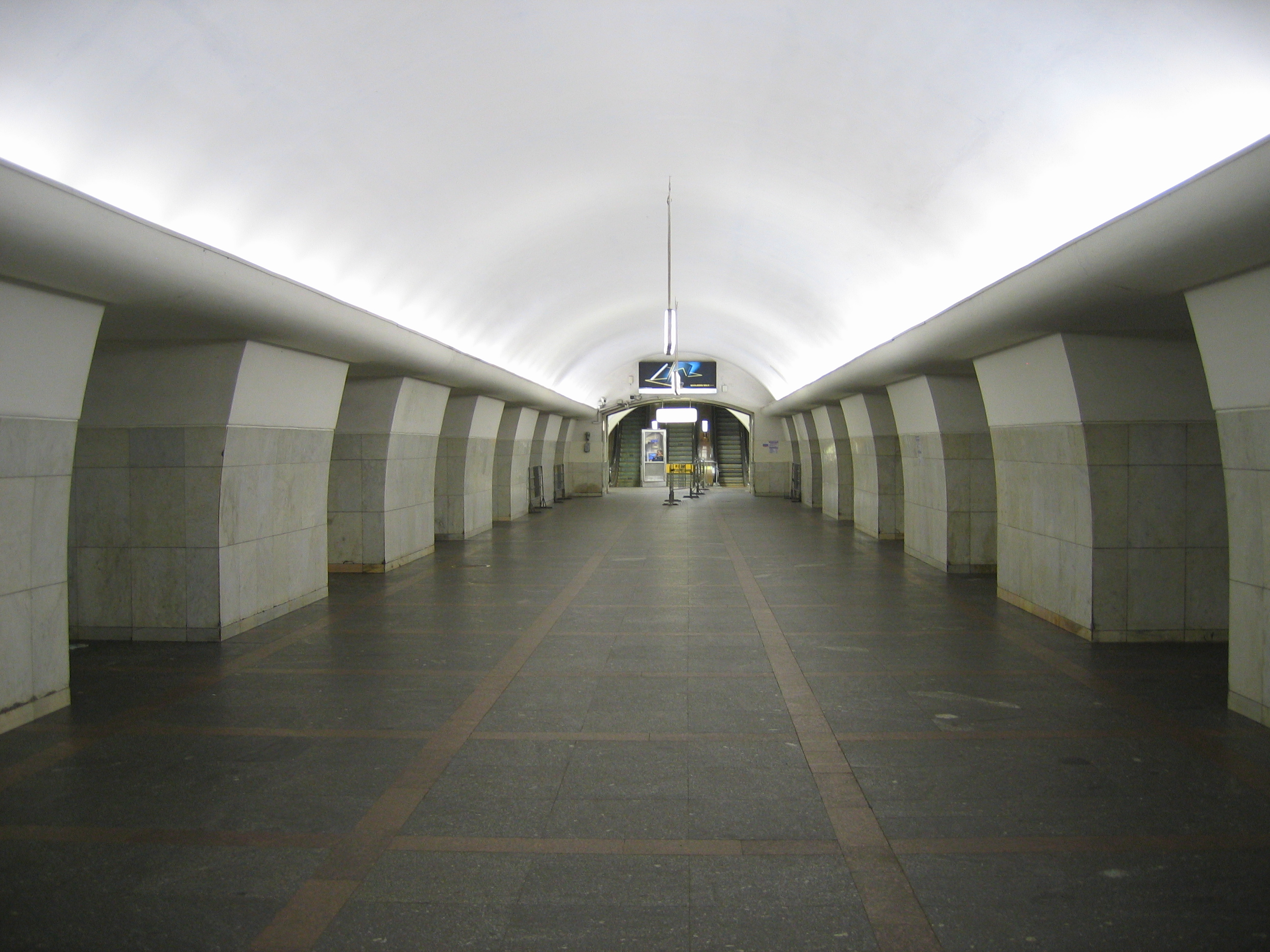
Зал станции
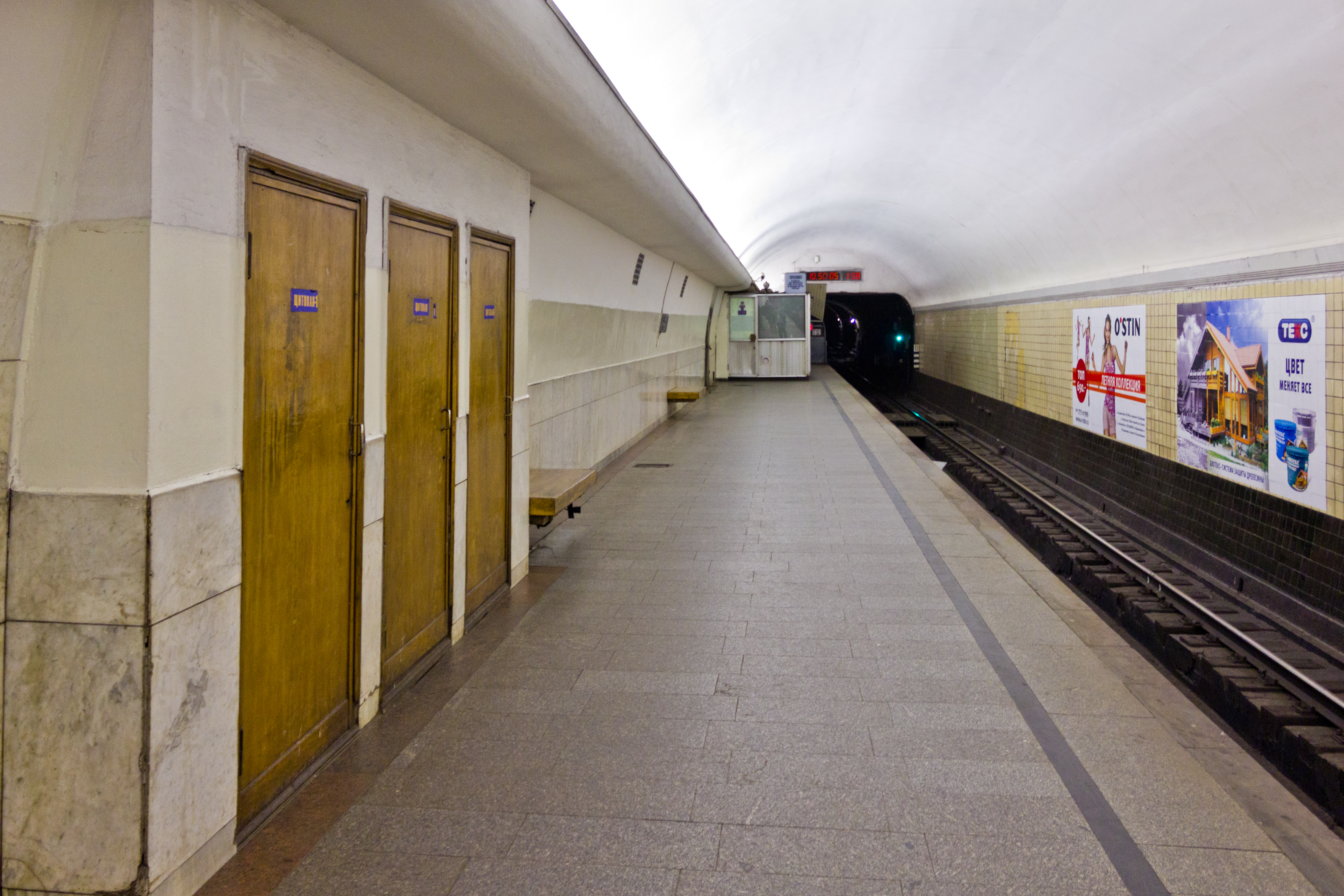
Посадочная платформа
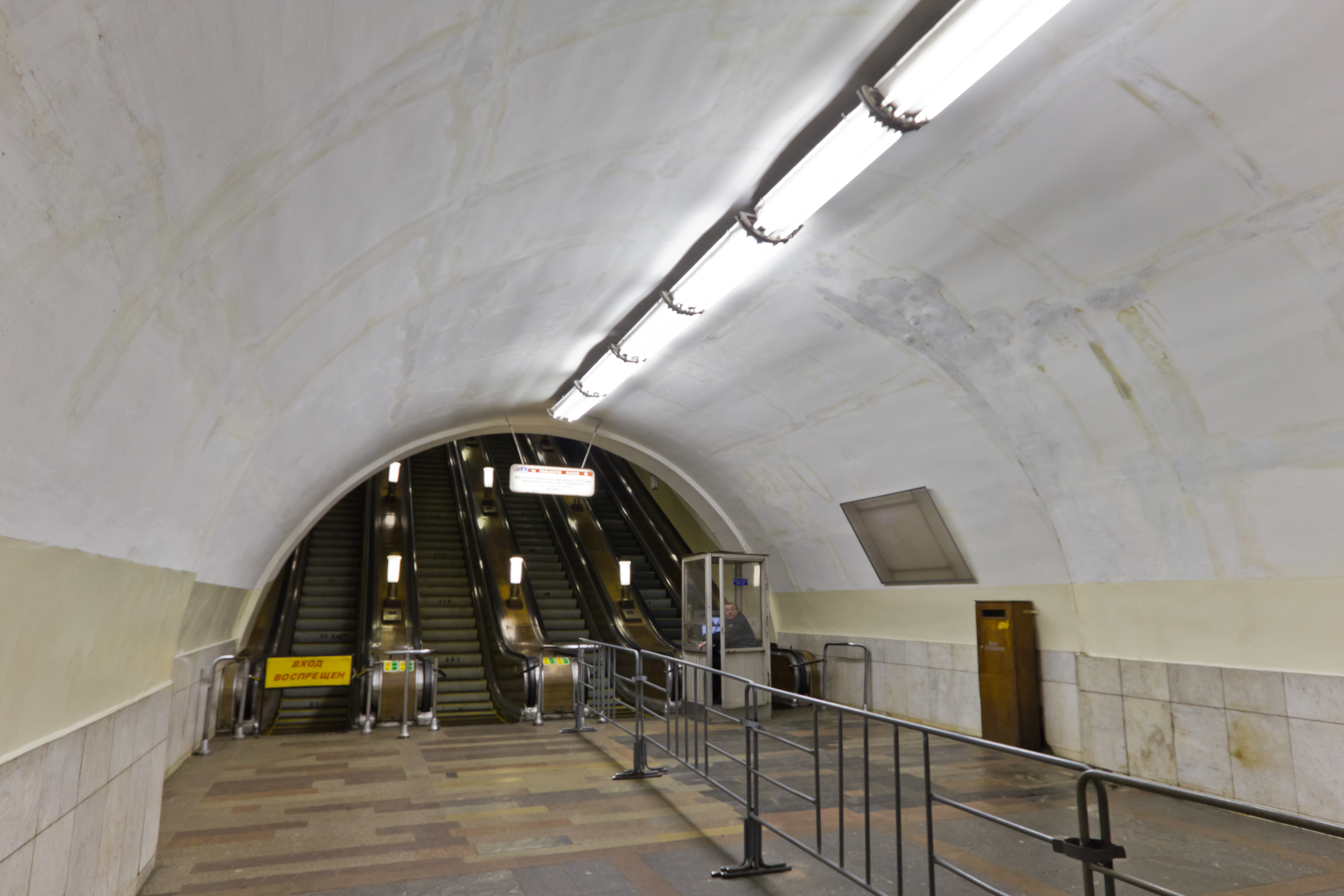
Переход на Кольцевую линию
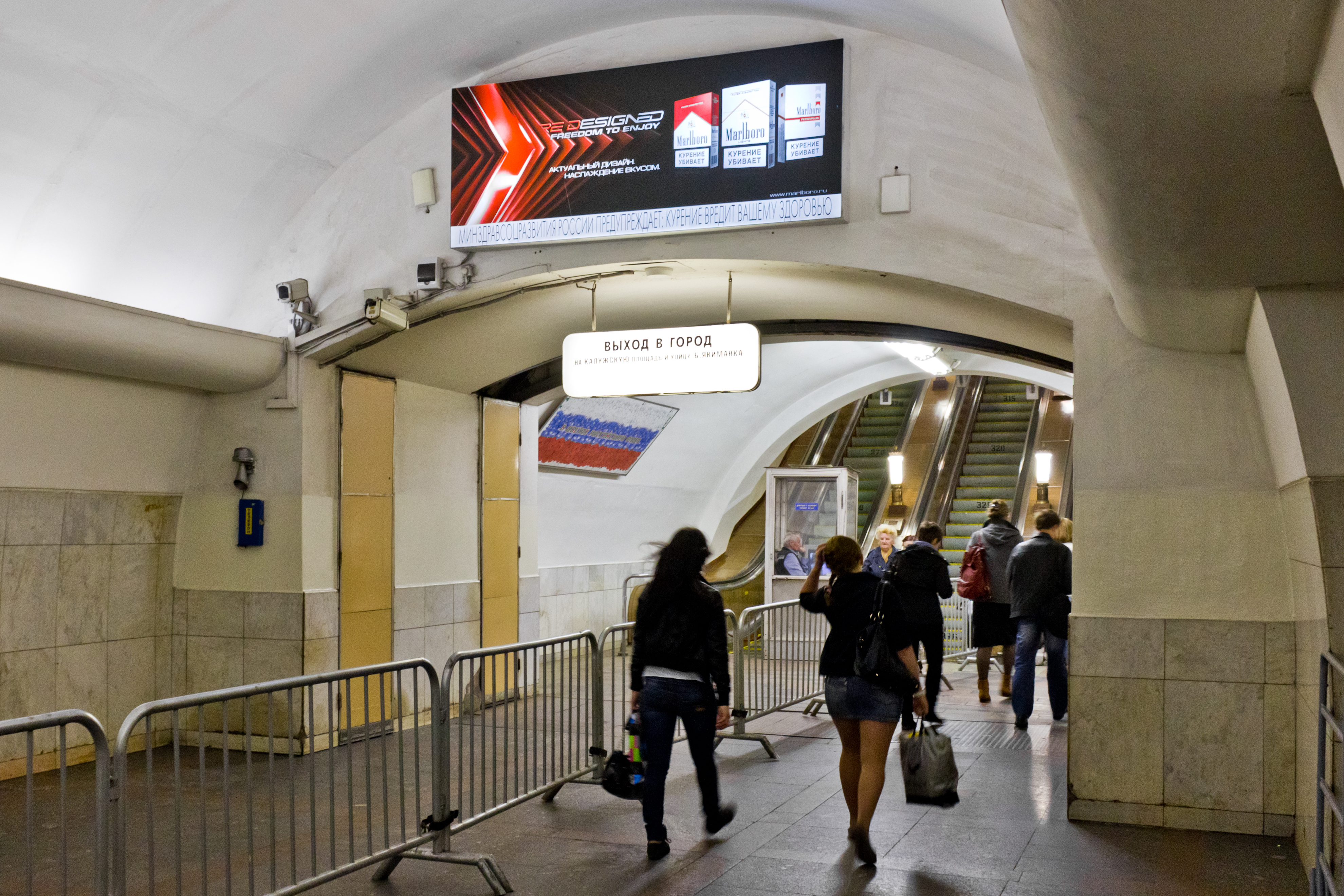
Выход в город
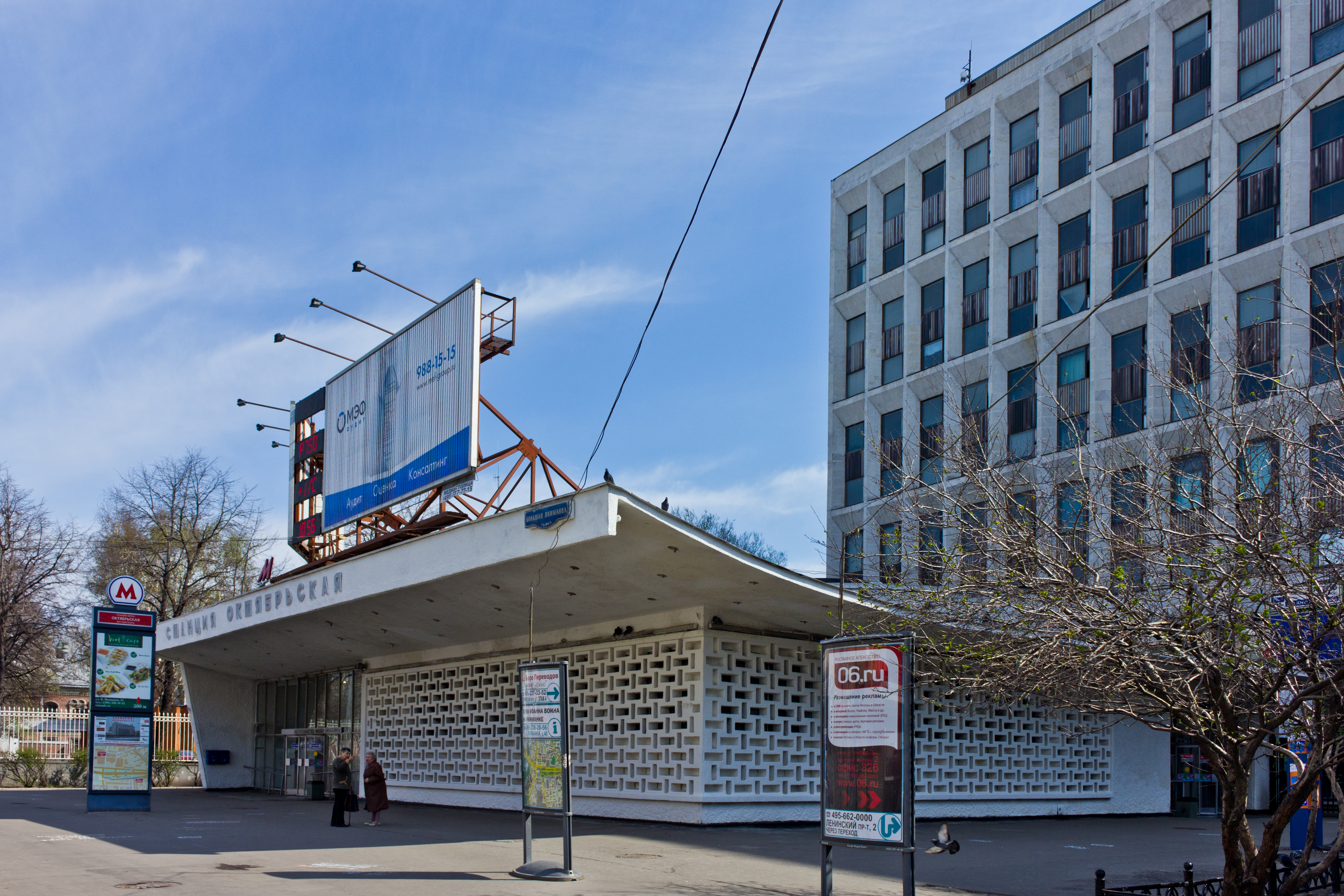
Наземный вестибюль
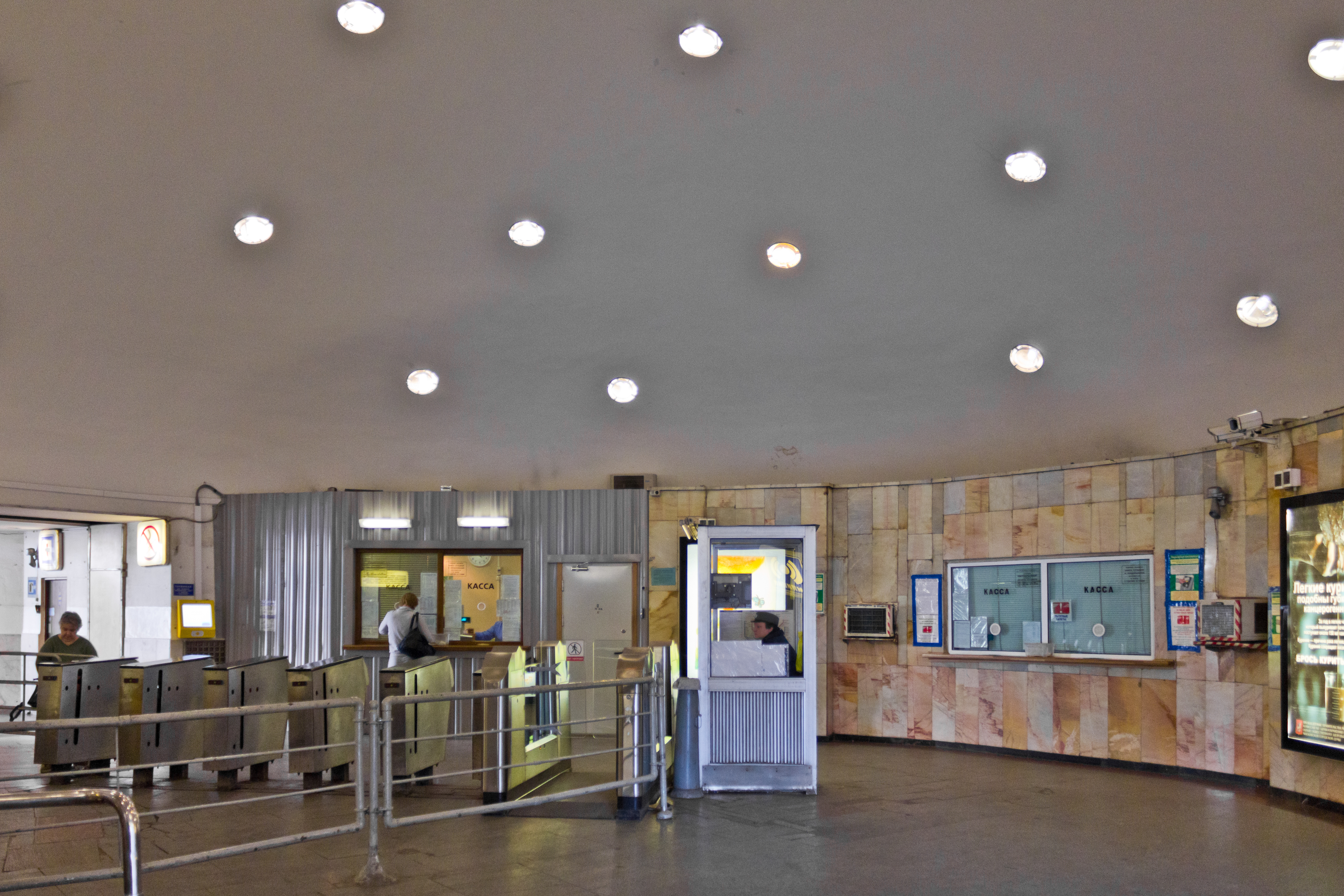
Внутри вестибюля, турникеты на вход, сохранились оригинальные кассовые окна (слева), слева от кабины дежурного турникет типа УТ-2000